# Diskmaskin

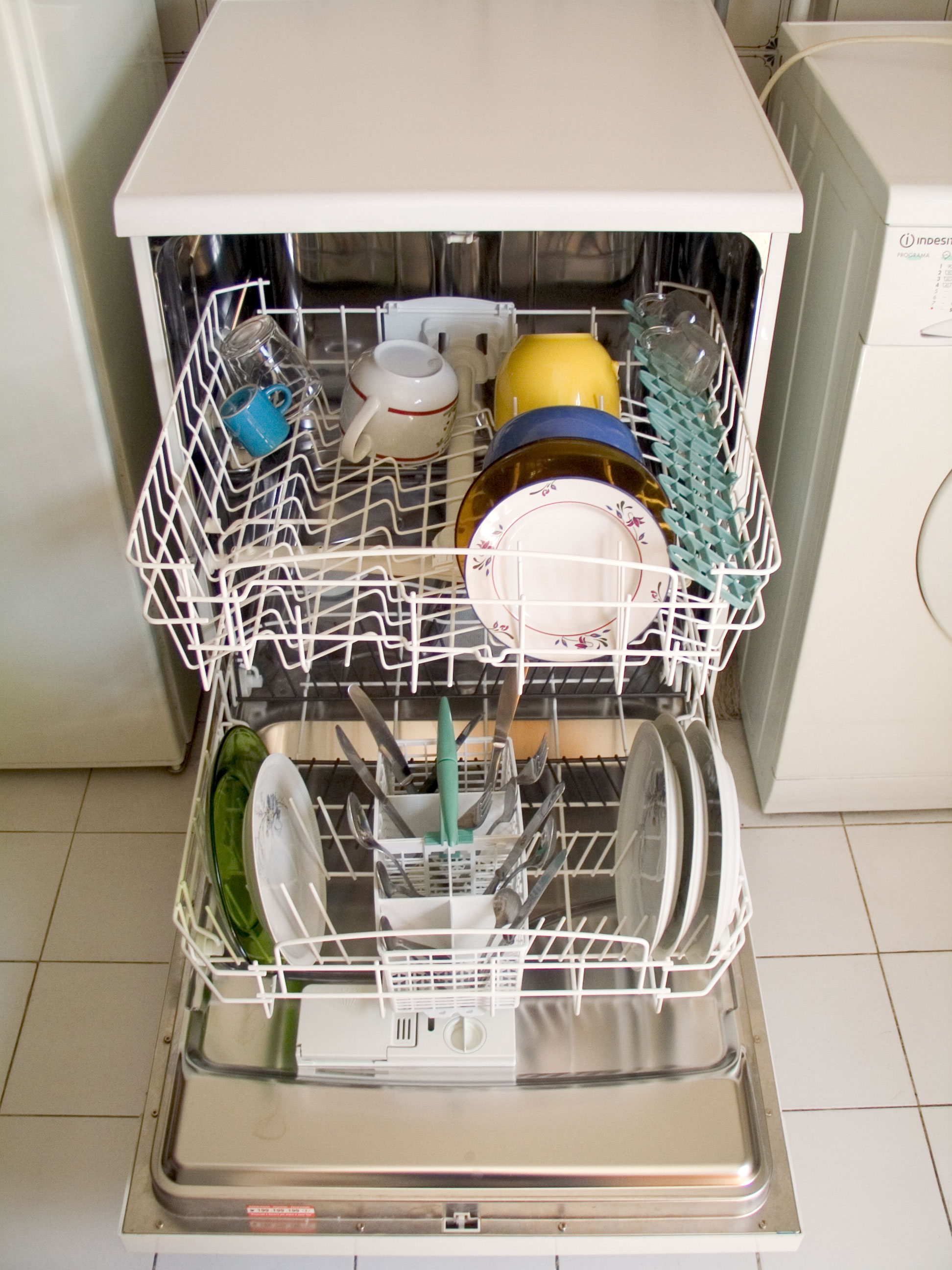
Diskmaskin

Diskmaskin är en teknisk apparat som används för att diska framförallt tallrikar, dricksglas och bestick men även annat som också används i samband med mat och matlagning. Diskmaskinen är oftast formad som en låda som har en lucka framtill som tippas ned. Diskmaskiner för hushåll finns huvudsakligen i två utföranden: bänkdiskmaskiner placeras på en bänk, oftast i ett kök. Golvdiskmaskiner placeras på golvet, oftast under en bänk i köket. Diskning i denna typ av maskiner tar normalt 2-3 timmar, men miljöprogram med lägre förbrukning kan ta längre tid. Även om disktiden är relativt lång har diskmaskinen inneburit en betydande minskning av hushållsarbetet. Knappt 65 procent av hushållen i Sverige hade 2007 tillgång till diskmaskin. Diskmaskinen räknas som en vitvara.
För restauranger och storkök är diskmaskinerna annorlunda utformade. De består av en stor maskin som är delad i två delar. Den öppnas genom att man för upp den övre delen av maskinen och därefter skjuter man in en platt back med de föremål som ska diskas. Det finns också större maskiner som själva matar in backarna på ett band. Denna typ av diskmaskin kräver manuellt förarbete innan diskningen kan påbörjas i maskinen. Diskningen i maskinen går däremot snabbt, det tar cirka 30 sekunder för maskinen att diska. För att disken ska bli torr används också ett speciellt torkmedel. 
En diskmaskin använder vanligtvis cirkulerande varmvatten (45-75 grader Celsius) och diskmedel för rengöring.

## Historik

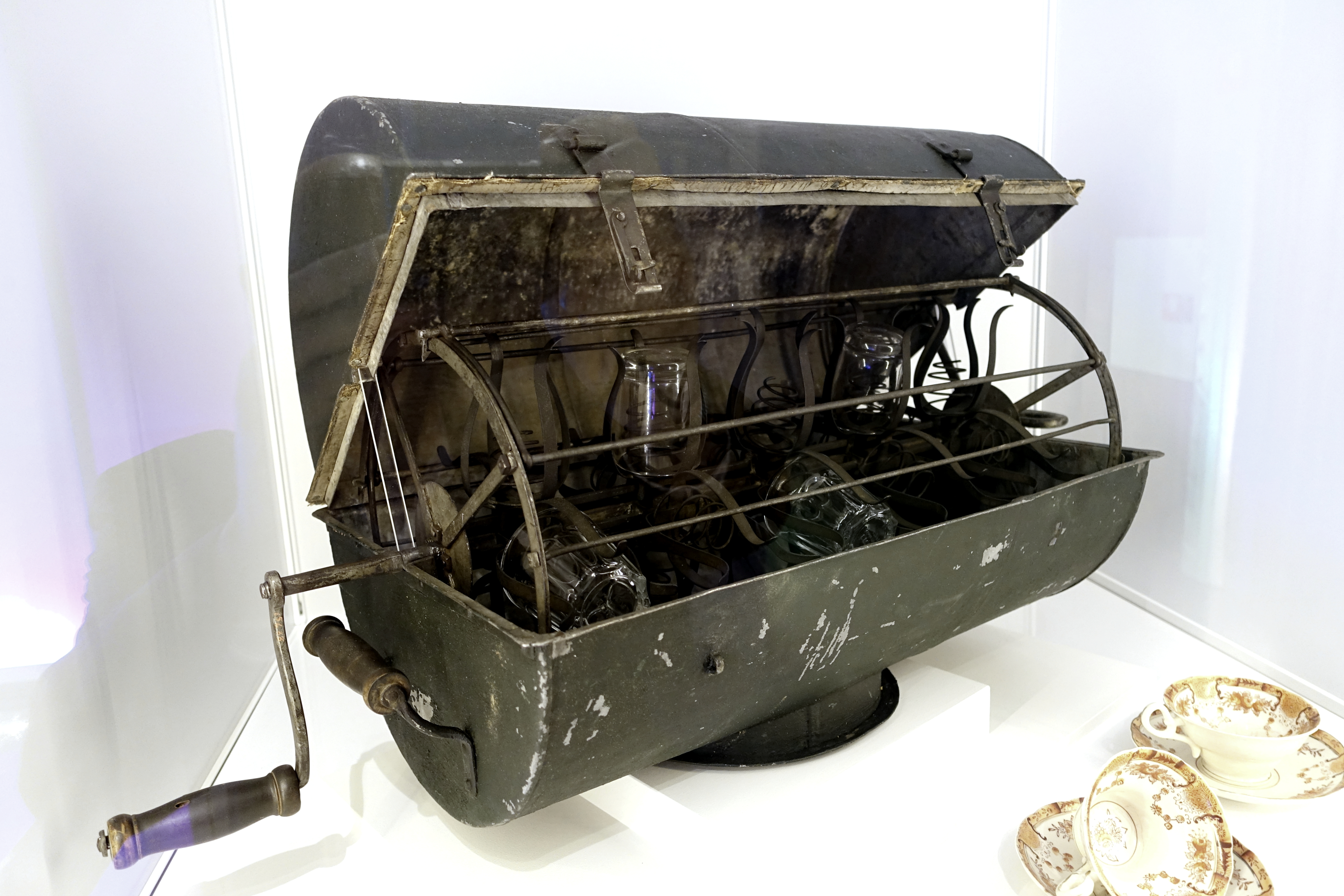
Handdriven diskmaskin, konstruerad av Carl Hultenberg 1860, Tekniska museet, Stockholm

Världens första diskmaskin uppfanns och togs patent på år 1850 av Joel Houghton. Denna diskmaskins utseende och funktion var långt ifrån dagens diskmaskiner. Den var gjord av trä och gick ut på att man vevade på en vev så att det skulle spruta vatten på disken. Till skillnad från dagens diskmaskiner var denna opålitlig, svårhanterlig, osmidig eller långsam, men blev början på något som skulle komma att utvecklas till något som i dag finns i en stor del av världens hushåll.
1886 tog amerikanskan Josephine Cochrane patent på en diskmaskin som arbetade med vattentryck. Hon anses vara diskmaskinens uppfinnare. Cochrane kallade diskmaskinen för "Garis-Cochrane Machine", efter sitt flicknamn och namnet hon tog som gift. Sitt förnamn utelämnade hon eftersom kvinnor på den tiden inte erkändes som uppfinnare.
Den första elektriska diskmaskinen konstruerades efter första världskriget vid vitvaruföretaget Miele. 1929 tillverkade Miele den första elektriska diskmaskinen i Europa, med funktion som i stort inte ändrats sedan dess. Trots att den elektriska diskmaskinen var pålitligare, lättare att hantera, smidigare och snabbare blev den ingen succé förrän efter andra världskriget. Utvecklingen sedan dess har lett till tystare, snabbare, mer energisnåla och pålitliga maskiner som håller länge.
Under möbelmässan i Dortmund 3 juni 1956 presenterades den första (fristående) diskmaskinen för hushållsbruk.
1960 lanserades den första helautomatiska diskmaskinen för hushållsbruk.

## Varumärken
- AEG
- Beko
- Bosch
- Cylinda
- Electrolux
- Electro-Helios
- Gaggenau Hausgeräte
- Gorenje
- Hoover
- Husqvarna
- Kenny
- Kenwood
- Miele
- Siemens
- UPO
- Wexiödisk
- Whirlpool
- Zanussi

## Industridisk
Livsmedelsindustrier och mjölkmaskiner behöver diska sina produktionslinjer för att förhindra sjukdomar och föroreningar. Det är omöjligt att lägga in en hel fabrik i en diskmaskin som man gör med redskap. Därför låter man hett (80-90 °C) vatten cirkulera i tankar och rörledningar tillsammans med ett starkt diskmedel. För att hela fabriken ska bli ren krävs det att alla ventiler ställs om i ett diskläge. Man kan säga att hela fabriken blir en diskmaskin. Det enda som behövs extra är en pump som kan ge högt tryck och stora mängder vatten.
Tankar diskas enkelt genom att man för ner ett munstycke i tanken som har en roterande dysa som spolar vattnet i alla riktningar.
Efter diskning sköljs systemet med kallt vatten flera gånger för att rensa ut de starkt frätande kemikalierna som används som diskmedel. Normalt används ett basiskt diskmedel med ett pH på 13.